# Suida
Suida ali Suda (grško starogrško Σούδας, Soudas ali starogrško Σουίδας, Souidas), bizantinski filozof, * 976, † 1028, Konstantinopel. 
Suida je avtor Sude, enega najpomembnejših grških slovarjev ali enciklopedij, napisanih v tem času. Suda je eden najbolj dragocenih dokumentov za grško književnost, slovnico in literarno zgodovino.

## Življenje
O Sudi je znanega zelo malo, poleg tega, da je živel v drugi polovici 10. stoletja, saj je smrt cesarja Ivana I. Cimiska omenjena v njegovem delu, in pred 12. stoletjem, saj ga pogosto citira Evstatij iz Soluna, ki je živel od leta 1115 do leta 1195 ali 1196. Najverjetneje je živel v Konstantinoplu (današnji Istanbul). Novejše teorije kažejo, da to ni ime avtorja, temveč gre za napako Evstatija iz Soluna, ki je naslov dela zamešal z imenom avtorja. Beseda izhaja iz latinske besede, ki pomeni utrdbo in je bila uporabljena za opisovanje namena dela in varovanja znanja. Njegovo delo je imelo vpliv na kasnejše filozofe.

## Delo
Suda je delo, ki bi ga danes uvrstili med gramatične slovarje in enciklopedijo. Gre za bizantinsko grški zgodovinski leksikon antičnega sredozemskega sveta iz 10.stoletja, ki zajema celotno grško in rimsko antiko in vključuje tudi biblijske in krščanske motive. Razlaga filologijo, izvor, etimologijo in pomen besed v literaturi njegovega obdobja. Je bogat vir starodavne in bizantinske zgodovine in življenja, čeprav ni vsak del slovarja enake kakovosti. Vsebuje 30.000 vnosov, od katerih mnogi vsebujejo podatke iz virov, ki bi bili sicer popolnoma izgubljeni, med njimi so razne podrobnosti in izpiski pisateljev, tako starejših klasikov (Homer, Tukidid, Sofoklej, itd.), kot kasnejših pisateljev (Polibij, Jožef Flavij, anonimni avtor Velikonočne kronike, Jurija Sinkela, Jurija Amartola, itd.) Nanj se sklicuje dolga vrsta kasnejših piscev, najpogosteje Evstatij iz Soluna. Točke, na katere se sklicuje Mihael Psel, se štejejo za poznejše dopolnitve. Njegov slovar predstavlja dobro referenčno delo za osebe, ki so imele vlogo v politični, cerkveni in literarni zgodovini. 

## Organizacija dela
Slovar ni razvrščen po abecednem vrstnem redu, temveč po sistemu, ki se imenuje » korespondenca « (prej pogost v mnogih jezikih), kar pomeni, da črke sledijo vokalnemu zaporedju glede na zvok (seveda z izgovorjavo iz takratnih časov, ki je enaka kot moderni grški jezik ), sledijo si tako: α, β, γ, δ, αι, ε, ζ, ει, η, ι, θ, κ, λ, μ, ν, ξ, ο, ω, π, ρ, σ, τ, οι, υ, φ, χ, ψ.  Sistem je v nekaterih sodobnih različicah projekta razvrščen po abecedi. Suda vsebuje veliko gradiva o cerkveni zgodovini med njegovimi biografskimi članki, vendar je zelo malo takšnih, ki niso znani iz drugih virov. Slovar lahko še vedno izpolnjuje svoj prvotni namen kot ustrezno referenčno delo. Slovar je bil od konca 14. stoletja večkrat urejen in objavljen, zadnja ga je s kritičnimi komentarji opremila danska filologinja Ada Adler (Leipzig, 1928-1938), v Grčiji pa je ureditev pred nekaj leti uredil grški filolog Vassilios Katsaros. Sodobni prevod, Suda On Line, ki se je začel v letu 1998, je bil zaključen 21. julija 2014. Gre za prosto dostopno podatkovno bazo z iskalnikom ključnih besed.